# Système ambulacraire
Le système ambulacraire est le système vasculaire des échinodermes, tels que les étoiles de mer et les oursins, pour la locomotion, le transport de la nourriture et des déchets et la respiration. 
Ce système est composé de canaux reliant de nombreux podia. Les échinodermes se déplacent en contractant alternativement des muscles qui forcent l'eau à pénétrer dans les podia, les obligeant à s'étendre ou à se détendre pour permettre aux pieds de se rétracter,. 
La structure exacte du système varie quelque peu entre les cinq classes d'échinodermes. Le système fait partie des cavités coelomiques des échinodermes, avec le coelome hémal (ou système hémal), le coelome périviscéral, le coelome gonadique et le coelome périhémal. 
D'autres termes parfois utilisés pour désigner le système ambulacraire, comme « système aquifère », expression utilisée historiquement pour désigner de nombreuses structures d'invertébrés non apparentées,. Toutefois, aujourd'hui on limite cette expression aux canaux circulatoires des éponges et au squelette hydrostatique de certains mollusques comme les Polinices. 

## Étoiles de mer

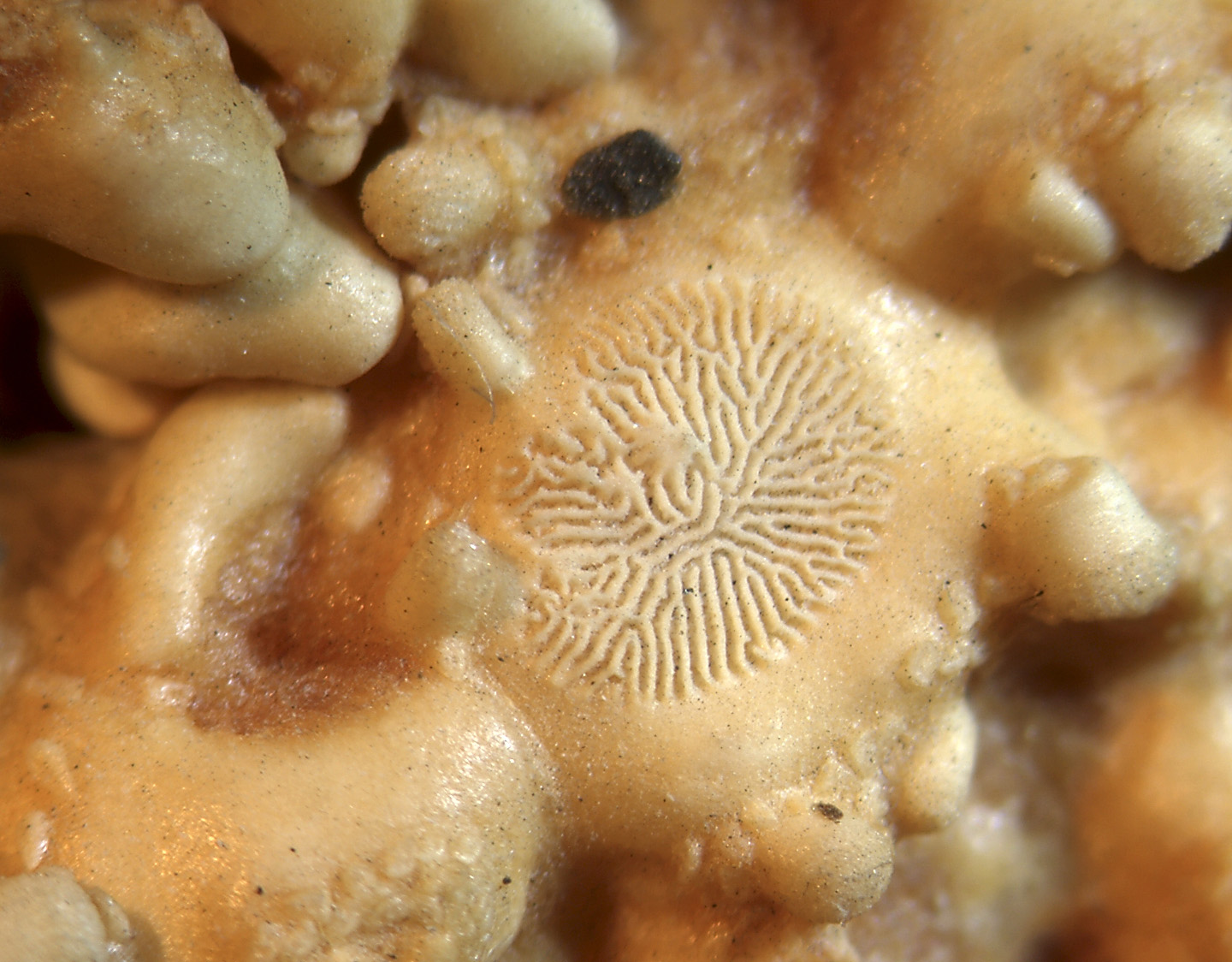
Madréporite d'étoile de mer.

Chez les étoiles de mer, l'eau pénètre dans le système par une structure en forme de tamis située sur la surface supérieure de l'animal, appelée madréporite. Celui-ci recouvre un petit sac, ou ampoule, relié à un conduit appelé canal minéral (stone canal en anglais), qui est, comme son nom l'indique, généralement tapissé de calcaire. Le canal s'étend jusqu'à un canal annulaire circulaire, à partir duquel des canaux radiaux s'étendent vers l'extérieur le long des gouttières ambulacraires. Chaque bras d'une étoile de mer possède une de ces rainures sur sa face inférieure, tandis que chez les oursins, elles s'étendent le long de l'extérieur du corps. 
Chaque côté des canaux radiaires donne naissance à une rangée d'ampoules en forme de bulbe, reliées par des canaux latéraux. Chez les étoiles de mer, celles-ci sont toujours décalées, de sorte qu'une ampoule de gauche suit celle de droite, et ainsi de suite sur toute la longueur du canal radial. Les ampoules sont reliées à des podia en forme de ventouse. Dans la plupart des cas, les petits canaux latéraux reliant les ampoules au canal radial sont de longueur égale, de sorte que les pieds des tubes sont disposés en deux rangées, une de chaque côté de la rainure. Chez certaines espèces, cependant, il existe des canaux latéraux alternativement longs et courts, donnant l'apparence de deux rangées de chaque côté du sillon, pour quatre au total. 
La contraction des ampoules provoque l’étirement des podia à mesure que de l’eau y pénètre. L’ensemble de ce processus permet le mouvement et est assez puissant mais extrêmement lent. 
Le canal annulaire central, en plus de relier les canaux radiaux entre eux et au canal minéral, possède également un certain nombre d'autres structures spécialisées sur la surface interne. Entre chaque canal radial, chez de nombreuses espèces d'étoiles de mer, se trouve un sac musculaire appelé vésicule de poli. Le canal annulaire comporte également quatre ou cinq paires de poches complexes, appelées corps de Tiedemann. Ceux-ci produisent apparemment des coelomocytes, des cellules amiboïdes quelque peu similaires aux cellules sanguines des vertébrés. 
Bien que le contenu du système vasculaire aquatique soit essentiellement de l'eau de mer, outre les coelomocytes, le liquide contient également des protéines et des niveaux élevés de sels de potassium.

## Ophiures

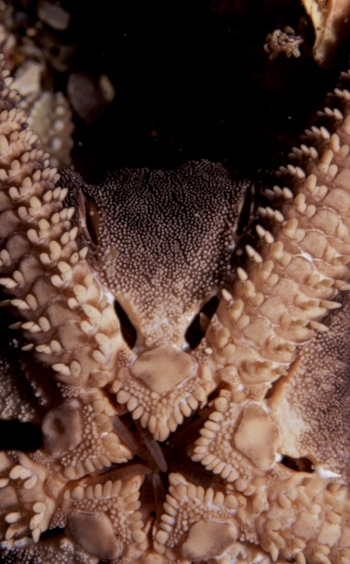
Gros plan sur la bouche d'une ophiure, avec le madréporite à gauche.

Les ophiures ont un système vasculaire aquatique quelque peu différent de celui des étoiles de mer, malgré leur apparence superficiellement similaire. La madréporite est située sous l'animal, généralement dans l'une des mâchoires. Le canal minéral s'étend vers le haut jusqu'au canal annulaire, généralement situé dans une dépression circulaire sur la surface supérieure (c'est-à-dire interne) des mâchoires. Le canal annulaire possède quatre vésicules de poli. 
Les ophiuroïdes n'ont pas de sillon ambulacraire et les canaux radiaux traversent les vertèbres solides ressemblant à des os des bras. Contrairement aux étoiles de mer, les pieds tubulaires sont appariés au lieu d'être décalés et il n'y a pas d'ampoules. Au lieu de cela, une simple valve située à l’extrémité supérieure du pied permet de contrôler la pression de l’eau dans les pieds tubulaires, ainsi que la contraction des canaux associés.

## Oursins

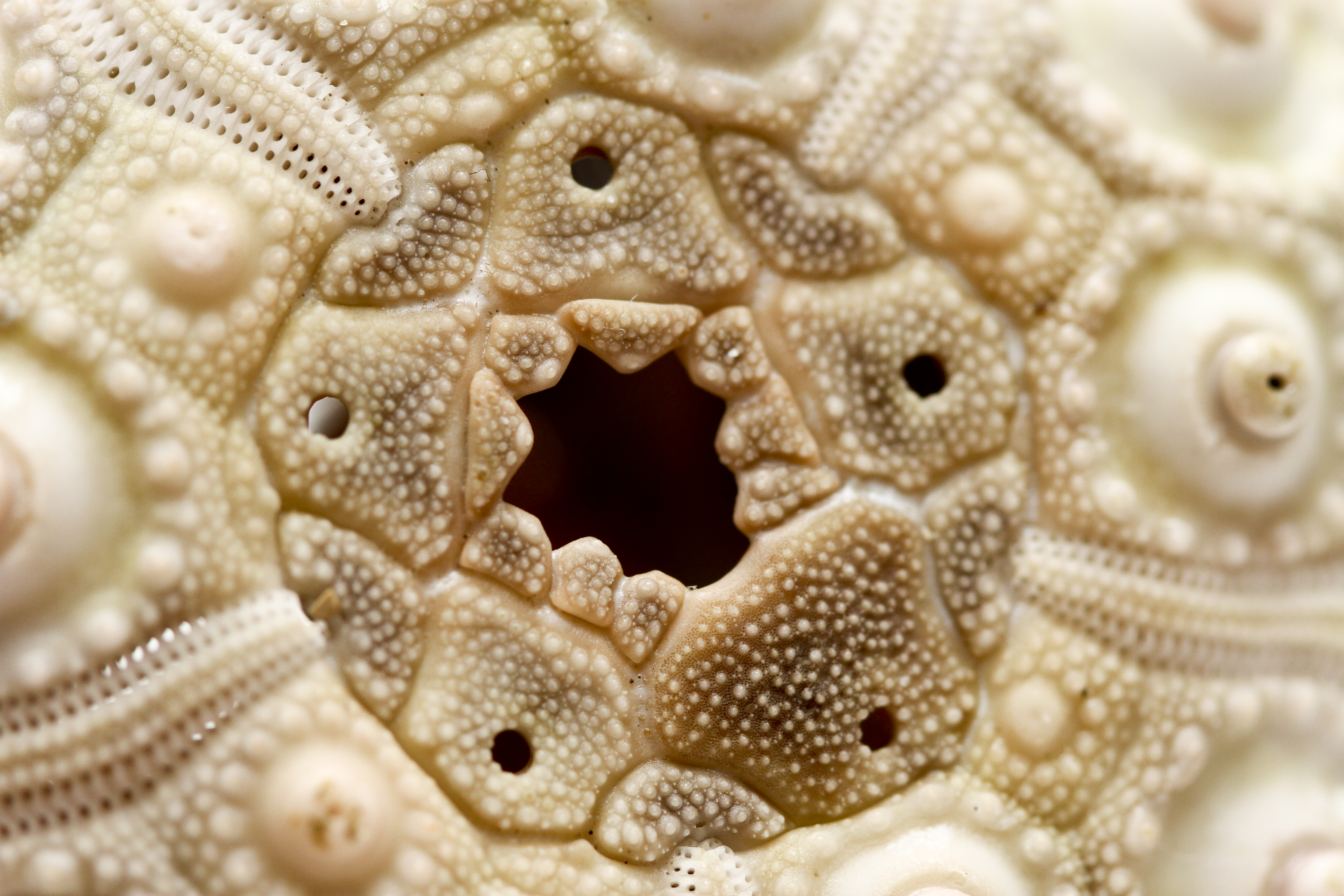
Détail du système apical d'un oursin : la plus grosse plaque génitale (à droite) est la plaque madréporique.

La madréporite des oursins est située dans l'une des plaques entourant l'anus sur la face supérieure de l'animal. Le canal minéral descend du madréporite jusqu'au canal annulaire, qui s'étend autour de l'œsophage, et comprend un certain nombre de vésicules de poli. Parce que les oursins n’ont pas de bras, les cinq canaux radiaux longent simplement l’intérieur du « test » squelettique solide, se cambrant vers le haut vers l’anus.
Les ampoules partant de chaque côté des canaux radiaux donnent naissance à dix rangées de podia qui pénètrent vers l'extérieur par les pores du test. Comme dans les étoiles de mer, les ampoules sont disposées en alternance, mais dans la plupart des cas (mais pas toujours), elles se divisent en deux le long du test avant de fusionner à nouveau sur la face externe. Les pieds tubulaires des oursins sont souvent fortement modifiés à des fins différentes. Le canal radial se termine par un petit tentacule rempli d'eau qui dépasse de la plaque supérieure de la région ambulacraire. 

## Concombres de mer
Le système vasculaire des holothuries n’a aucun lien avec l’extérieur et est donc rempli de liquide cœlomique interne plutôt que d’eau de mer. Le madréporite est présent, mais se situe dans la cavité corporelle, juste en dessous du pharynx. Le canal minéral est relativement court.
Le canal annulaire comporte normalement une à quatre vésicules de Poli, mais dans l'ordre des Apodida, il peut y en avoir jusqu'à cinquante. Les canaux radiaires traversent des encoches dans les plaques calcaires entourant la bouche, puis longent les zones ambulacraires sur toute la longueur du corps. Les canaux latéraux mènent à la fois aux podia et aux grands tentacules buccaux, qui possèdent tous des ampoules. Les Apodida, qui n'ont pas de podia, n'ont pas non plus de canaux radiaux, les canaux menant aux tentacules partant directement du canal annulaire. 

## Crinoïdes
Unique cas parmi les échinodermes actuels, les crinoïdes n'ont pas de madréporite. Au lieu de cela, la surface buccale est parsemée de nombreux petits entonnoirs ciliés (hydropores) qui se jettent dans la cavité corporelle principale. Le canal annulaire comporte plusieurs petits canaux minéraux, situés entre les bras de l'animal, mais ceux-ci s'ouvrent dans la cavité corporelle et ne sont donc reliés qu'indirectement à l'extérieur. 
Les cinq canaux radiaires traversent les bras et se ramifient plusieurs fois pour alimenter toutes les branches et pinnules individuelles tapissant les bras. Comme chez les autres échinodermes, les canaux radiaires donnent naissance à des canaux latéraux, mais il n'y a pas d'ampoules et des groupes de trois pieds tubulaires partent des extrémités de chaque canal, sauf autour de la bouche, où ils se trouvent seuls. En l'absence d'ampoules, la pression de l'eau est maintenue par le canal annulaire, entouré de fibres musculaires contractiles. 